# Dot Cycle and Motor Manufacturing Company
La Dot Cycle and Motor Manufacturing Company fou una empresa fabricant de motocicletes britànica. Fundada el 1903 per Harry Reed a Salford, Lancashire, prop de Manchester, Dot (sovint escrit en majúscula, DOT) va néixer durant l'època dels pioners del motociclisme. La firma es va fer famosa durant la dècada del 1950 per una sèrie de models esportius de fora d'asfalt que van donar a molts afeccionats l'oportunitat de competir amb plenes garanties d'èxit.

## L'època de Harry Reed (1903–1926)
Abans de fundar l'empresa, Harry Reed s'havia dedicat a la fabricació i venda de bicicletes a Salford. La seva primera relació amb el món de la motocicleta no s'ha pogut aclarir, tot i que se sap que el 1906 va guanyar una cursa internacional de motociclisme a Blackpool amb una "Swallow-Peugeot" i apareix retratat amb una "Dreadnought" abans del primer esment de les motocicletes Dot, que data del 1907 (quan l'empresa ja s'havia traslladat a uns locals més grans a la zona de Castlefield de la propera Manchester).
Va ser amb una Dot que Reed va competir a les primeres curses de motos a Brooklands, el 1908. El 9 de setembre d'aquell mateix any va guanyar la categoria de bicilíndriques al TT de l'illa de Man, tot superant la competència internacional de fabricants més grans i més ben establerts. Malgrat que Dot no va repetir mai la victòria al TT, va obtenir-hi un èxit considerable, com també va fer en altres curses importants al llarg dels següents 20 anys. Reed va participar activament en la competició al màxim nivell fins al 1924, quan va prendre part a la cursa de sidecars al TT de l'illa de Man.
El 1925, Reed abandonà la companyia. Thomas Sawyer, qui s'havia incorporat al negoci el 1920, s'encarregà de supervisar l'èxit futur de la marca Dot en competició. A començaments de la dècada del 1930, però, la Gran Depressió va alentir la producció de motocicletes de l'empresa fins que va cessar definitivament el 1932 i ja no es va reprendre fins al 1949. Mentrestant, l'empresa va poder sobreviure gràcies als contractes per a feines diverses d'enginyeria que anava aconseguint.

## L'època de Burnard Scott Wade (1932–1984)
Sawyer va traspassar la direcció de l'empresa al jove Burnard Scott Wade, qui va mantenir el negoci durant la dècada de 1930 amb una línia de vehicles de repartiment de tres rodes a pedals desenvolupats per a dos nínxols específics de mercat: el lliurament de llet i la venda de gelats. Amb l'inici de la Segona Guerra Mundial, el govern britànic va adjudicar a Dot un contracte per a la producció d'aquests vehicles de repartiment econòmics, els quals es van enviar a tot el món.
Mentre complia el seu servei de "fire watcher" ("vigilant del foc") durant la campanya de bombardejos sobre Manchester de la Luftwaffe el 1940 -la Manchester Blitz-, Wade va esbossar idees per a un vehicle similar propulsat per un petit motor de dos temps i el va desenvolupar amb èxit en el seu Dot Motor Truck, el qual es podia produir de diverses maneres per tal de satisfer la demanda de vehicles de lliurament econòmics amb propulsió mecànica. La demanda en va ser de tal magnitud, que una rendibilitzada Dot va poder tornar a entrar al mercat de la motocicleta el 1949. El model que va llançar aleshores era una moto utilitària amb motor Villiers de dos temps de 200 cc que es va vendre bé al mercat d'exportació. Molts exemplars d'aquella època han sobreviscut i encara es poden veure a Escandinàvia, Canadà i Austràlia.

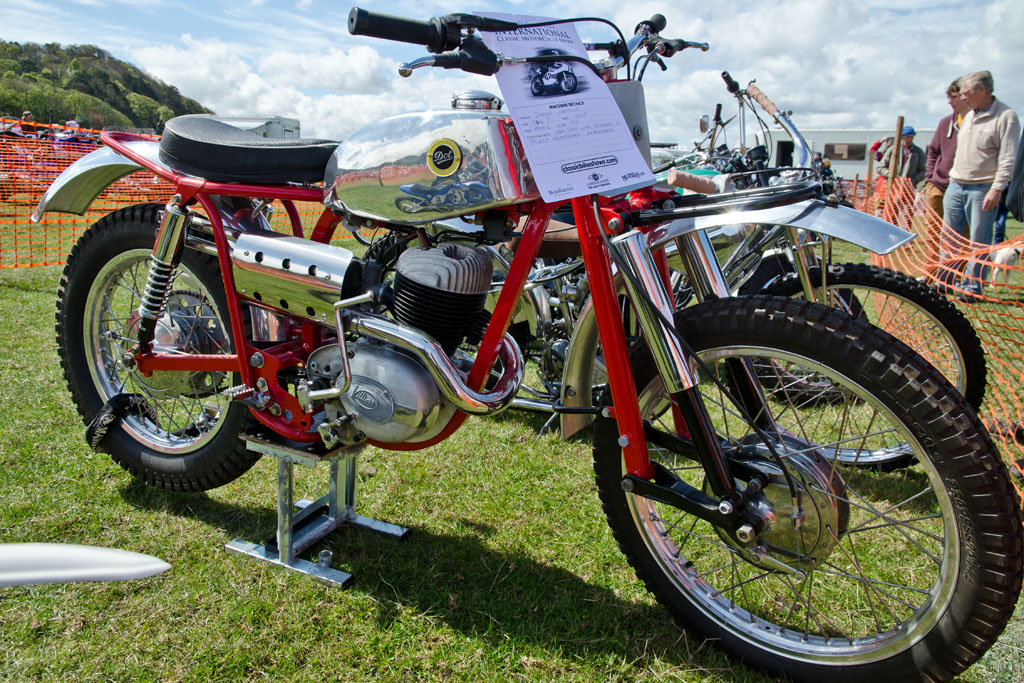
Una Dot de trial del 1964

Com que la temptació de Dot de produir una moto esportiva era forta, Wade va desenvolupar una petita i barata moto de dos temps que es podia conduir per carretera a diari però, amb canvis menors (com ara treure'n els llums i poca cosa més) podia competir també en proves de trial i motocròs, anomenat a l'època scramble al Regne Unit. La "Trials Scrambler" es va llançar el 1951 i, en poc temps, pilots del nivell de Bill Barugh i Terry Cheshire, juntament amb centenars de pilots locals i afeccionats, s'adonaren que aquestes lleugeres i àgils motocicletes podien plantar cara a les de superior cilindrada i pes que fins aleshores havien dominat l'esport. Això va donar peu al naixement de les modernes motocicletes de competició lleugeres, les anomenades lightweight bikes. Casualment, aquell mateix 1951 es va morir el fundador de Dot, Harry Reed.
Dot també va esforçar-se a desenvolupar una motocicleta lleugera de velocitat, amb la qual va tornar a participar al TT de l'illa de Man i en va guanyar el premi per a equips a la cursa de la categoria Ultra-Lightweight TT (fins a 125cc), l'única victòria d'aquesta mena per a un fabricant britànic en la història d'aquesta prova. Tanmateix, la demanda real era de motos de trial i motocròs, i al llarg de la dècada del 1950 i començaments de la del 1960 Dot va ser una potència en ambdues modalitats. La marca va dominar els principals esdeveniments de trial i motocròs de l'època amb pilots de fàbrica com ara Eric Adcock, Jonnie Griffiths, Ernie Greer i Pat Lamper, així com nombrosos esdeveniments locals, on els afeccionats es podien permetre el luxe de pilotar models similars als que feia servir l'equip de fàbrica de Dot.
Amb el pas dels anys, Dot va anar tenint cada vegada més dificultats per a competir amb els fabricants de motocicletes més grans. A més, la desaparició del seu principal proveïdor de motors, Villiers, i el creixent nombre d'importacions estrangeres van significar el final de la producció a gran escala. Burnard S. Wade va desenvolupar i comercialitzar aleshores unitats de suspensió de motocicleta, va vendre recanvis i va dur a terme treballs generals d'enginyeria per a mantenir viable la companyia, però sempre va esperar poder tornar a la fabricació de motocicletes. El 1978 va revelar un nou disseny de moto per a pilots afeccionats, però se'n varen construir poques unitats, ja que havia passat el temps en què una petita fàbrica com Dot podia competir contra els grans productors en massa japonesos.

## Seqüeles
L'antiga fàbrica Dot encara existeix al seu històric emplaçament de l'Ellesmere Street de Manchester, al barri de Castlefield, enfront de l'església de St. George del barri de Hulme. L'empresa produeix i ven actualment una gamma de recanvis per a motocicletes de després de la postguerra. El Dot Motorcycle Club atén activament propietaris i entusiastes, publica una revista i assisteix a la majoria de grans esdeveniments de motocicletes clàssiques.
Michael Scott Wade es va morir el 14 de setembre del 2010 i, per tant, es va acabar l'era Scott Wade de Dot Motorcycles, iniciada el 1932 pel seu parent Burnard Scott Wade. La fàbrica continuà sota la direcció dels seus antics treballadors.

## Present i futur
La companyia de motocicletes Dot va vendre les seves finques i edificis a una empresa constructora. El 2017 es va publicar que al solar i l'edifici existents s'hi construirien cases i s'hi instal·larien negocis. La constructora va adquirir terrenys adjacents on construirà una torre residencial, just on hi havia el taller de soldadura de Dot, allà on s'acabava l'antiga fàbrica.